# Tyst överenskommelse
Tyst överenskommelse (engelska: Gentleman's Agreement) är en amerikansk dramafilm från 1947 i regi av Elia Kazan. Filmen är baserad på Laura Z. Hobsons roman från 1947 med samma namn. I huvudrollerna ses Gregory Peck, Dorothy McGuire och John Garfield. Filmen hade världspremiär den 11 november 1947 och Sverigepremiär den 19 april 1948. Den Oscarbelönades som bästa film 1947, trots att filmen var kontroversiell på sin tid.

## Handling
Filmen handlar om en journalist (spelad av Gregory Peck) som går under täckmantel som en jude för att forska om antisemitismen i New York och den rika gemenskapen i Darien, Connecticut.

## Rollista i urval
| Gregory Peck      | – Phil Green          |
| Dorothy McGuire   | – Kathy Lacey         |
| John Garfield     | – Dave Goldman        |
| Celeste Holm      | – Anne Dettrey        |
| Anne Revere       | – Mrs. Green          |
| June Havoc        | – Miss Wales          |
| Albert Dekker     | – John Minify         |
| Jane Wyatt        | – Jane Lacey          |
| Dean Stockwell    | – Tommy Green         |
| Nicholas Joy      | – doktor Craigie      |
| Sam Jaffe         | – professor Lieberman |
| Harold Vermilyea  | – Jordan, manager     |
| Ransom M. Sherman | – Bill Payson         |